# Anders Nyström
Anders Nyström, conosciuto anche come Blakkheim o Blackheim (Stoccolma, 22 aprile 1975), è un chitarrista svedese, confondatore dei Katatonia e dei Bloodbath.

## Biografia
Negli anni novanta fondò i Katatonia insieme al cantante e batterista Jonas Renkse, pubblicando l'album di debutto Dance of December Souls nel 1993. Il gruppo proseguì la propria attività pubblicando ulteriori dieci album e modificando continuamente il proprio stile musicale, allontanandosi dal death doom metal per avvicinarsi al rock progressivo e al progressive metal. Nyström ha abbandonato il gruppo nel 2025, dopo essere stato assente in tour negli ultimi tre anni.
È stato membro dei Bewitched dal 1995 al 1997, nonché del gruppo black metal Diabolical Masquerade, scioltosi nel 2004. Nel 1999, con Renkse, fondò il gruppo death metal Bloodbath, pubblicando cinque album.

## Discografia

### Con i Katatonia
- 1993 – Dance of December Souls
- 1996 – Brave Murder Day
- 1998 – Discouraged Ones
- 1999 – Tonight's Decision
- 2001 – Last Fair Deal Gone Down
- 2003 – Viva Emptiness
- 2006 – The Great Cold Distance
- 2009 – Night Is the New Day
- 2012 – Dead End Kings
- 2016 – The Fall of Hearts
- 2020 – City Burials
- 2023 – Sky Void of Stars

### Con i Diabolical Masquerade
- 1996 – Ravendusk in My Heart
- 1997 – The Phantom Lodge
- 1999 – Nightwork
- 2001 – Death's Design

### Con i Bewitched
- 1996 – Diabolical Desecration
- 1996 – Encyclopedia of Evil (EP)
- 1997 – Pentagram Prayer

### Con i Bloodbath
- 2000 – Breeding Death (EP)
- 2002 – Resurrection Through Carnage
- 2004 – Nightmares Made Flesh
- 2008 – The Fathomless Mastery
- 2014 – Grand Morbid Funeral
- 2018 – The Arrow of Satan Is Drawn
- 2022 – Survival of the Sickest